# Kreissparkasse Höchstadt
Die Kreissparkasse Höchstadt a. d. Aisch war ein öffentlich-rechtliches Kreditinstitut mit Sitz in Höchstadt in Bayern. Sie wurde 1853 als Spar- und Hülfskasse für das Landgericht Höchstadt gegründet. Ihr Geschäftsgebiet war der frühere Landkreis Höchstadt an der Aisch.
Zum 1. Juli 2017 haben sich die Kreissparkasse Höchstadt und die Stadt- und Kreissparkasse Erlangen zur Stadt- und Kreissparkasse Erlangen Höchstadt Herzogenaurach vereinigt.

## Organisationsstruktur
Die Kreissparkasse Höchstadt war eine Anstalt des öffentlichen Rechts. Rechtsgrundlagen waren das Sparkassengesetz, die bayerische Sparkassenordnung und die durch den Träger der Sparkasse erlassene Satzung. Organe der Sparkasse waren der Vorstand und der Verwaltungsrat. Träger der Kreissparkasse Höchstadt war der Landkreis Erlangen-Höchstadt.

## Geschäftsausrichtung
Die Kreissparkasse Höchstadt betrieb als Sparkasse das Universalbankgeschäft.

## Geschäftsstellen
Neben der Hauptstelle am historischen Marktplatz von Höchstadt betrieb die Kreissparkasse Höchstadt Geschäftsstellen in Adelsdorf, Dechsendorf, Großenseebach, Hemhofen, Heßdorf, Höchstadt Süd, Lonnerstadt, Mühlhausen, Münchaurach, Röttenbach, Schlüsselfeld, Wachenroth, Weisendorf und Zentbechhofen sowie zwei SB-Center in Gremsdorf und Neuhaus.

## Sparkassen-Finanzgruppe
Die Kreissparkasse Höchstadt war Teil der Sparkassen-Finanzgruppe. Die Sparkasse vertrieb daher beispielsweise Bausparverträge der LBS, offene Investmentfonds der Deka und vermittelt Versicherungen der Versicherungskammer Bayern. Die Funktion der Sparkassenzentralbank nahm die Bayerische Landesbank wahr.

## Besonderheit im Geschäftsgebiet
In Schlüsselfeld überschneiden sich entgegen der üblichen Konvention, dass sich Sparkassen nicht gegenseitig Konkurrenz machen, das Geschäftsgebiet der Sparkasse Bamberg mit dem der Kreissparkasse Höchstadt. Der Grund dafür ist, dass im Zuge der Gebietsreform 1978 die Stadt Schlüsselfeld vom Landkreis Erlangen-Höchstadt in den Landkreis Bamberg wechselte, welcher das Geschäftsgebiet der Sparkasse Bamberg darstellt. So wurde direkt bei der bestehenden Geschäftsstelle der Kreissparkasse Höchstadt eine der Sparkasse Bamberg eröffnet, die Höchstadter jedoch beibehalten, da insbesondere die nach Höchstadt pendelnden Schlüsselfelder dort ihre Konten hatten.
Nach der Eröffnung der neugebauten Geschäftsstelle der Kreissparkasse Höchstadt 2012 hat sich die Konkurrenzsituation etwas entschärft, da nun ein größerer Abstand zwischen den beiden Sparkassen innerhalb von Schlüsselfeld vorhanden ist.
Auch andere Geschäftsstellen wie die in Dechsendorf (Landkreis Erlangen seit 1972) blieben nach der Gebietsreform außerhalb des umgestalteten Landkreises bestehen, hier ist allerdings keine Konkurrenzsituation vorhanden.